# إيغور يغوروف
إيغور فياتشيسلافوفيتش إيغوروف (الروسية: Егоров, Игорь Вячеславович) (مواليد 4 نوفمبر 1968) حكم كرة قدم روسي . قرر الاتحاد الدولي لكرة القدم اعتماده حكما دوليا في سنة 2003 .